# Королёвка (Коломыйский район)
Королёвка (укр. Королівка) — село в Коломыйской общине Коломыйского района Ивано-Франковской области Украины.
Население по переписи 2001 года составляло 1026 человек. Занимает площадь 4,79 км². Почтовый индекс — 78215. Телефонный код — 03433.

## Известные уроженцы и жители
- Ткачук, Василий Михайлович (1933—2015) — украинский государственный и политический деятель, депутат Верховной рады Украины III созыва (1998—2002), министр сельского хозяйства и продовольствия Украины (1992), Герой Украины (2002), Герой Социалистического Труда (1982).